# 安德烈·桑托斯
安德烈·菲利佩·贝纳德斯·桑托斯（葡萄牙語：André Filipe Bernardes Santos；1989年3月2日—），葡萄牙職業足球員，司職防守中場，現效力瑞士超球會草蜢。

## 俱樂部生涯
重返西甲的拉科鲁尼亚官方宣佈租借里斯本竞技中場安德烈·桑托斯一個賽季，加利西亞球隊擁有在賽季末買斷桑托斯的條款。這將是這位葡萄牙國腳第一次前往國外踢球。

## 外部連結
- 安德烈·桑托斯於ForaDeJogo的個人資料
- National team data （页面存档备份，存于） （葡萄牙語）
- 安德烈·桑托斯在 National-Football-Teams.com 上的出场纪录